# Mariánský sloup (Vídeň)
Mariánský sloup ve Vídni je barokní mariánská statue na sloupu, doprovázená na balustrádě čtyřmi anděly. Stojí na náměstí Am Hof ve Vídni. Byla vztyčena v roce 1647 a druhá verze ji nahradila v letech 1664-1666, jako první ze sedmi vídeňských mariánských soch.

## Historie a autoři
Císař Ferdinand III. slíbil 17. května 1645 po odvrácení útoku švédského vojska generála Torstenssona na Vídeň postavit mariánský sloup. Tento kamenný sloup se sochami vytesal sochař a kameník Johann Jacob Pock. Později byl přestěhován do Wernsteinu am Inn a z podnětu císaře Leopolda I. a císařského komoří Georga Ludwiga ze Sinzendorfu nahrazen na původním soklu současnou statuí bronzovou.  
Návrh na kamenný sokl s kuželkovou balustrádu dodali Carlo Martino Carlone a Carlo Canevale. 
Korintský sloup a sochy jsou o dvě desetiletí mladší. Sloup je odstupněný, původně měl pozlacenou hlavici, stojí na něm socha Panny Marie Immaculaty se svatozáří a pěti hvězdami kolem hlavy, se sepjatýma rukama, hledí vzhůru a stojí na zemské sféře obtočené hadem hříchu, na kterého šlape.  

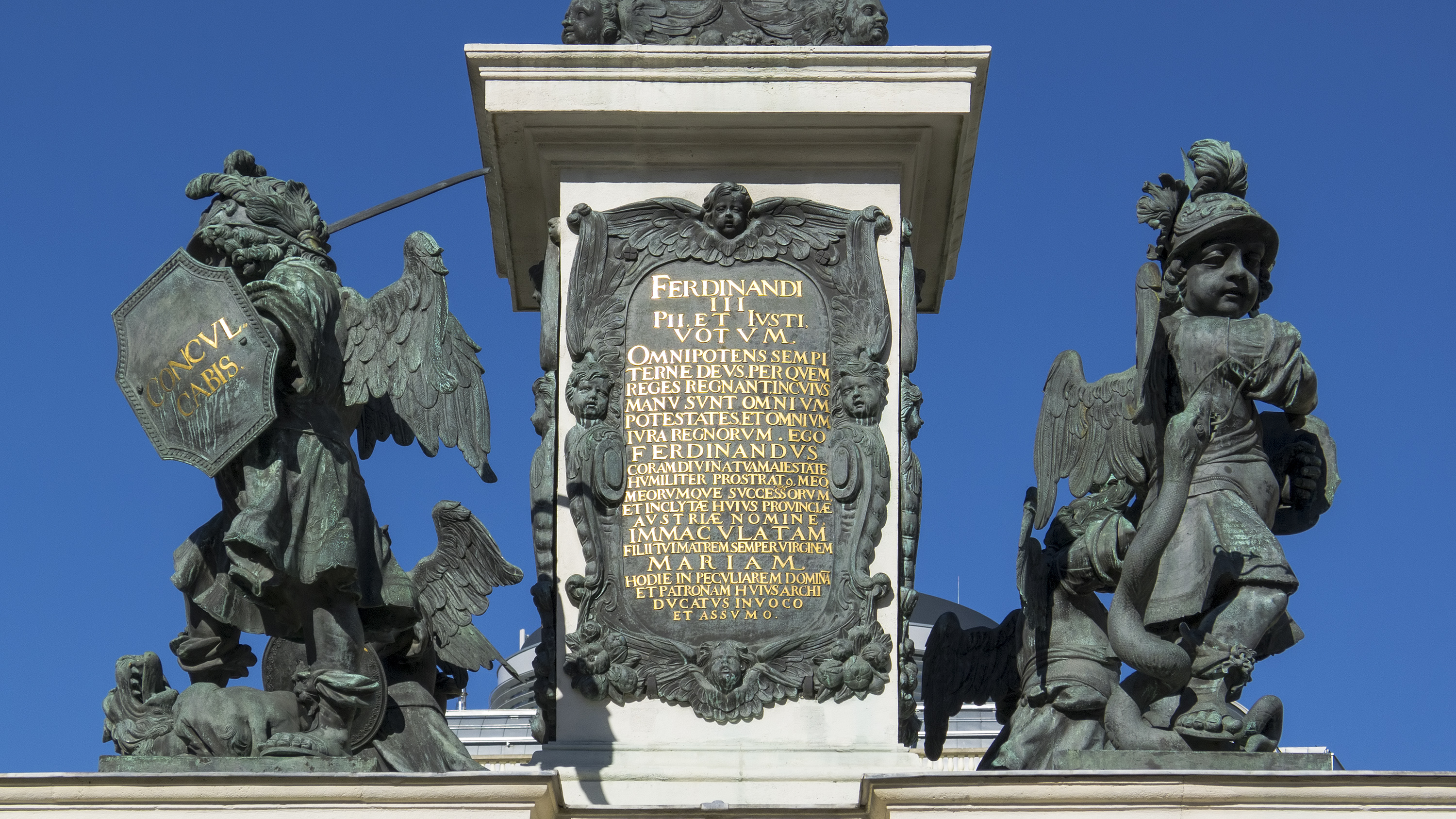
Dedikační nápis Ferdinanda III. a dva bojují andělé

V rozích čtyřbokého podstavce nad čtvercovou balustrádou stojí čtveřice andělů ve zbroji, bojující mečem a štítem s ďábly personifikovanými hady a draky. Oproti pražskému vzoru to nejsou dospělí archandělé v zápalu boje usmrcující ďábly, ale malí putti, kteří zápas nemusejí vyhrát.
Všechny sochy odlil do bronzu Balthasar Herold, autorem návrhů byl italský sochař Lodovico Bumacini. Sousoší bylo vytvořeno v letech 1664-1666 a 8. prosince 1667 vysvěceno. 
Na podstavci pod sloupem se dochovaly tři dedikační nápisy: chronostich Ferdinanda III. s letopočtem 1647, přímluvný nápis k Panně Marii a Leopoldův nápis, oznamující, že sloup byl zhotoven podle vzoru Mariánského sloupu z roku 1638 v Mnichově. 
Císař Leopold I. si dal zhotovit pro soukromou zbožnost model sloupu se zlaceného stříbra v dílně augsburského zlatníka Philippa Küssela. Toto modeletto je vystaveno v Císařské klenotnici ve Vídni.  
V letech 2023–2024 sloup prochází rekonstrukcí.